# Sukhoi Su-38
Su-38L là một loại máy bay nông nghiệp của Nga, chiếc đầu tiên của loại này được thiết kế và chế tạo bởi bộ phận máy bay dân dụng (Sukhoi Civil Aircraft (CJSC)) thuộc phòng thiết kế Sukhoi. Công việc thiết kế bắt đầu vào năm 1993, nó được xem như là một sự phát triển mới từ máy bay nhào lộn Sukhoi Su-29. Công việc phát triển đã bị gián đoạn do các vấn đề về kinh tế, và được tái khởi động năm 1998, máy bay đã được thiết kế lại, giảm kích thước và thay thế động cơ ban đầu M-14 bằng động cơ LOM Praha 337S. Nguyên mẫu đầu tiên thực hiện chuyến bay đầu tiên vào ngày 27 tháng 1 năm 2001, chuyến bay thứ 2 thực hiện vào tháng 6 năm 2002. Do chưa có khách hàng quan tâm, nên tiến độ phát triển của nó hiện đang bước rất chậm.

## Thông số kỹ thuật (Su-38L)

### Đặc điểm riêng
- Tổ lái: 1
- Sức chứa:
- Chiều dài:
- Sải cánh:
- Chiều cao:
- Diện tích cánh:
- Trọng lượng rỗng:
- Trọng lượng cất cánh:
- Trọng lượng cất cánh tối đa: 1200 kg (2646 lb)
- Động cơ: 1 x) LOM Praha 337S, 184 kW (247 hp)

### Hiệu suất bay
- Vận tốc cực đại: 150–180 km/h (81–97 knots, 93–112 mph)
- Vận tốc hành trình:
- Tầm bay: 1,200 km (648 nmi, 745 mi)
- Trần bay:
- Vận tốc lên cao:
- Lực nâng của cánh:
- Lực đẩy/trọng lượng:

## Vũ khí
- 2 súng MP-7 18 ly 175 viên
- 15 quả lựu đạn F1(để thả)